# کرایسلر لبارون
کرایسلر لبارون (Chrysler LeBaron) نام یک اتومبیل ساخت شرکت کرایسلر است که در سال‌های ۱۹۷۷ تا ۱۹۹۵ تولید شده‌است. این خودرو در طی ۱۸ سال در طرح های مختلفی تولید شده است. 

## نگارخانه

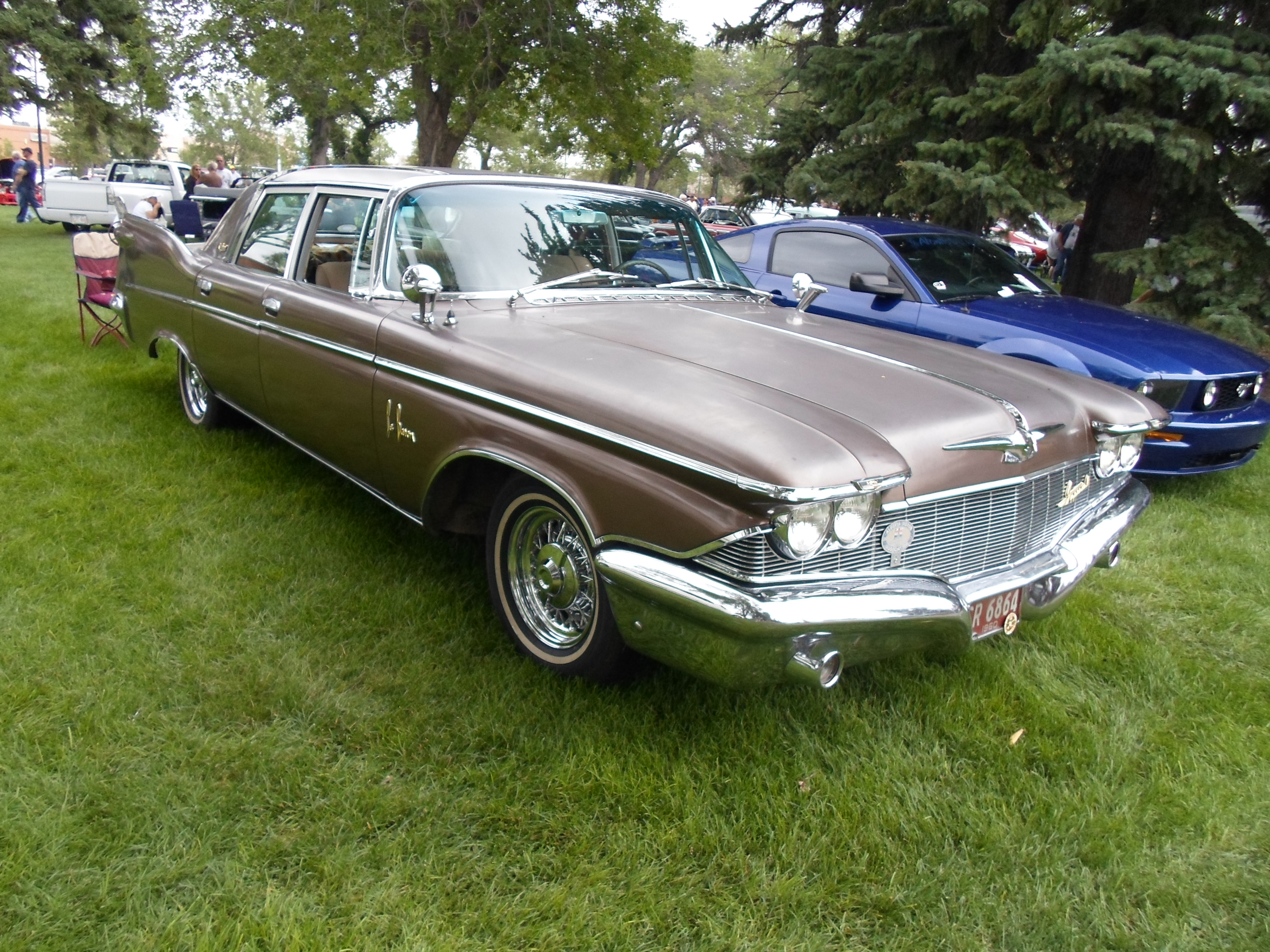
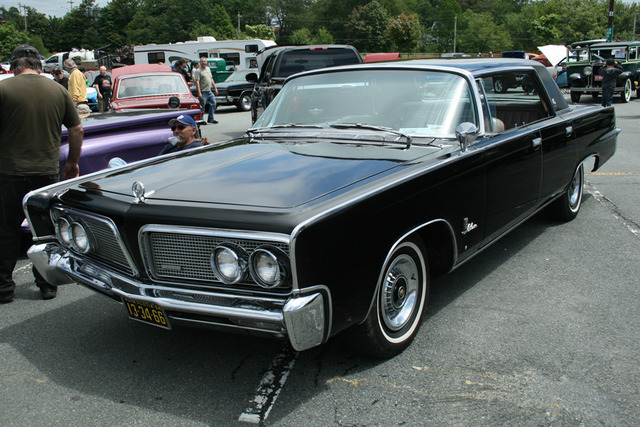
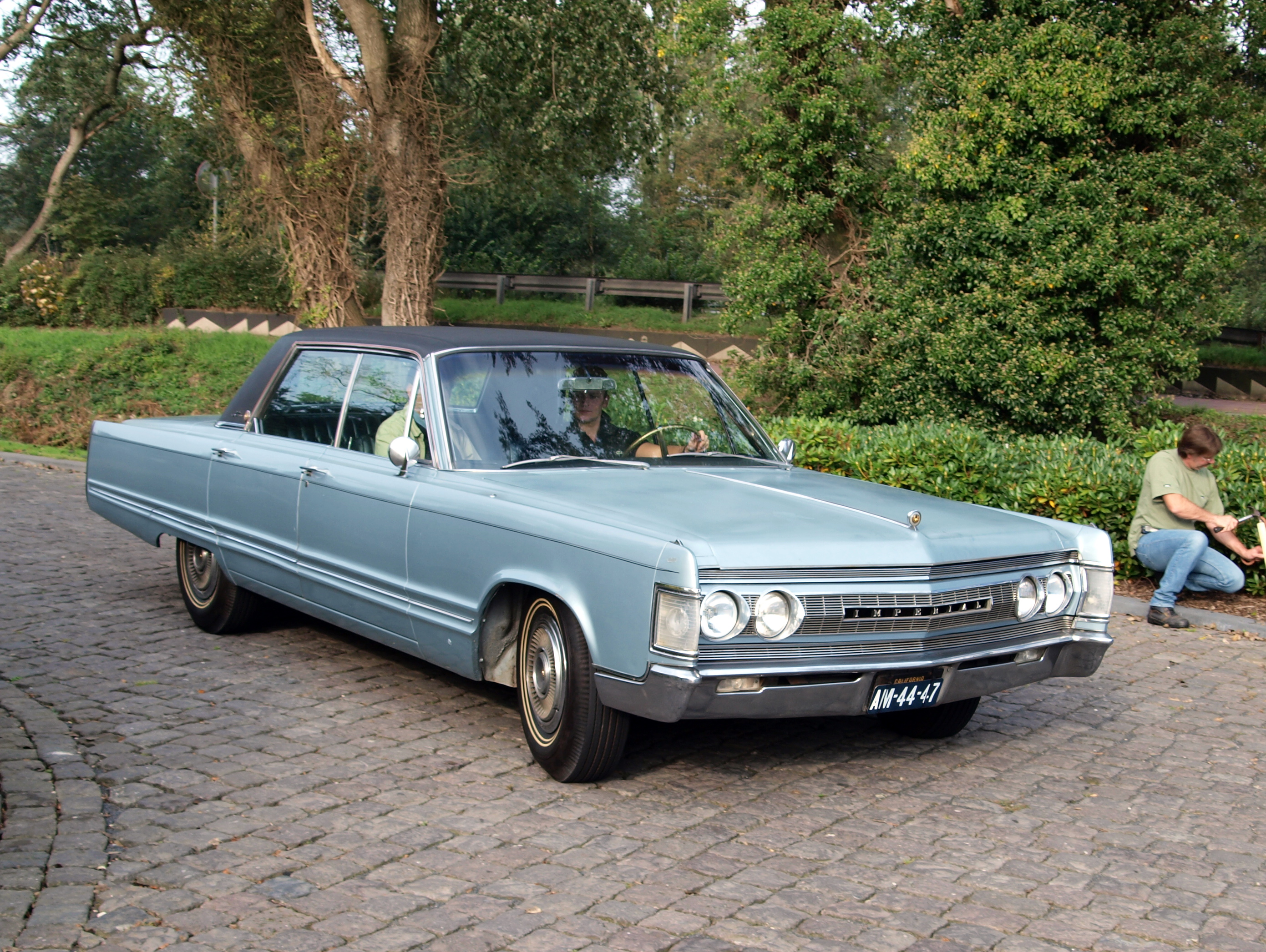
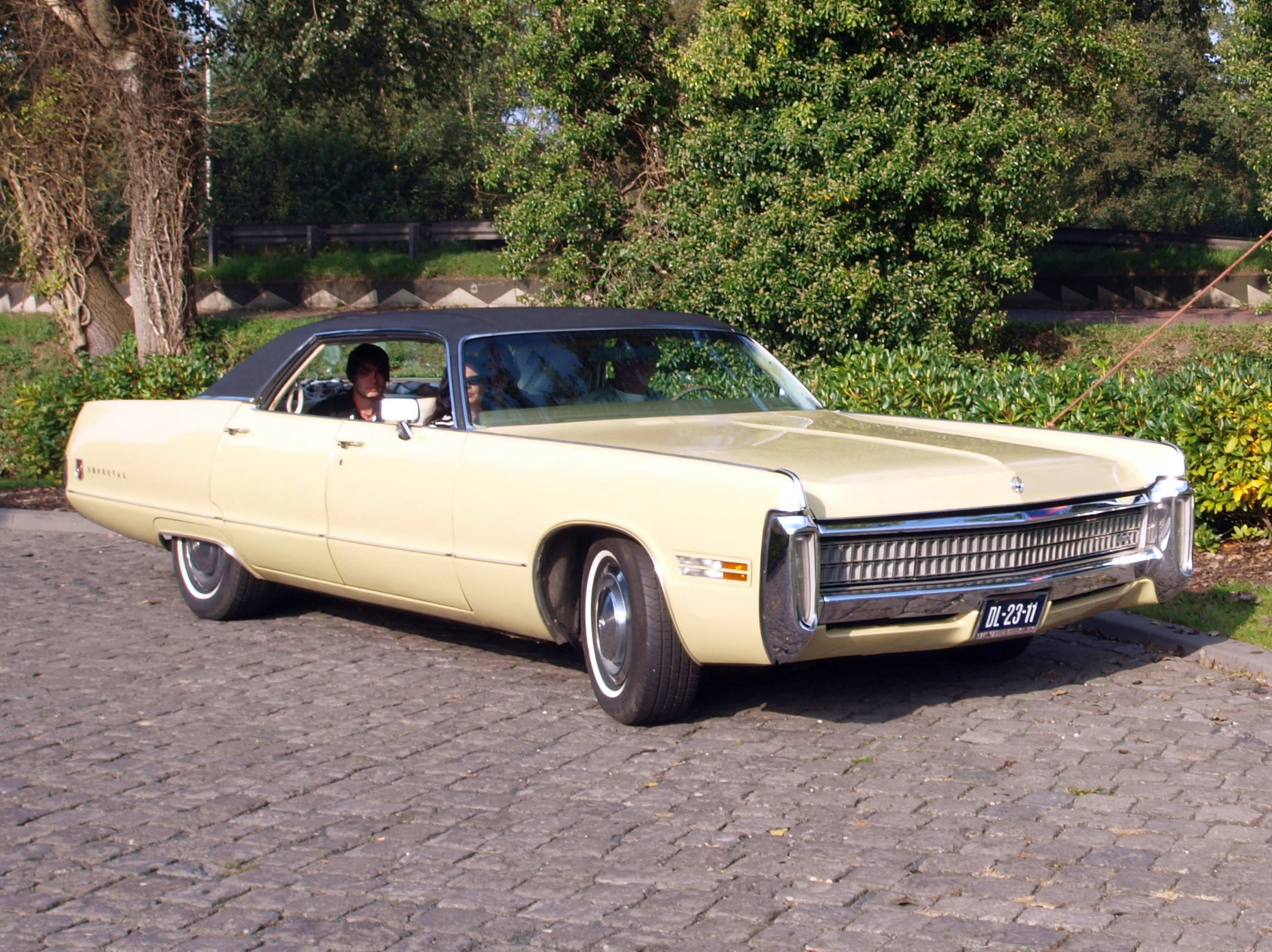
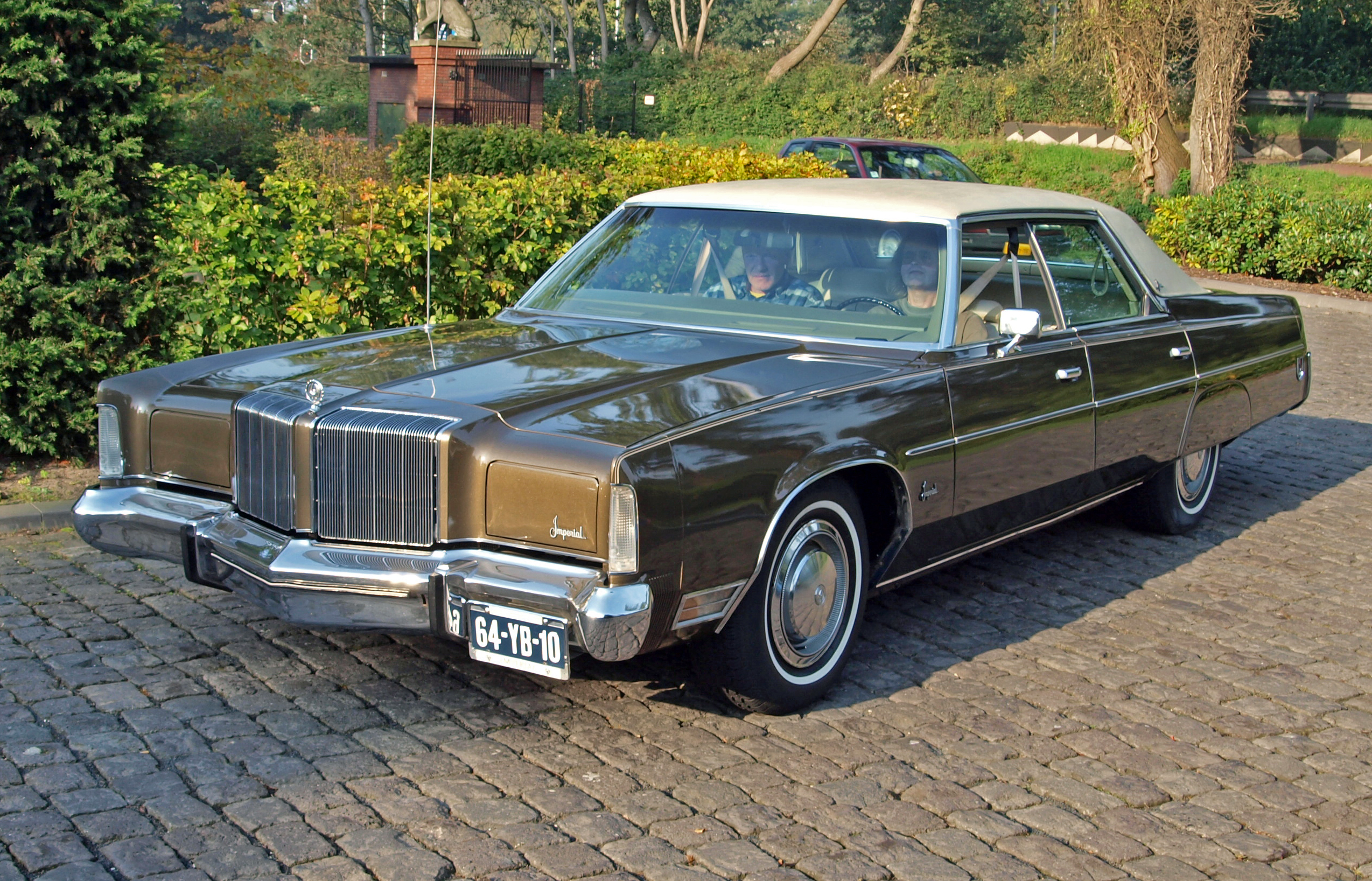